# Bruno Furch
Bruno Furch (* 20. Juli 1913 in Wien, Österreich-Ungarn; † 11. Jänner 2000 ebenda) war ein österreichischer Lehrer, Spanienkämpfer, Widerstandskämpfer und politischer Journalist. 

## Jugend
1913 in Wien als Sohn eines Bäckers, der Mitglied des Republikanischen Schutzbundes war, geboren, wuchs Bruno Furch von den Klassenkämpfen der Ersten Republik geprägt auf. Furch absolvierte die Realschule und legte 1932 die Prüfung für das Lehramt an Volksschulen ab. Schon in jungen Jahren wurde Furch Mitglied des Bundes sozialistischer Mittelschüler Österreichs. Der 12. Februar 1934 wurde zum ersten Wendepunkt in seinem Leben: Er nahm in den Reihen des Kommunistischen Jugendverbandes Österreichs aktiv am antifaschistischen Widerstand teil.

## Widerstandskämpfer
Als entschiedener Gegner des Nationalsozialismus und der Annexion Österreichs durch Hitler-Deutschland verließ er im März 1938 das Land und ging nach Spanien zu den Internationalen Brigaden, um gegen den Faschismus zu kämpfen. Der Fall der spanischen Republik bedeutete für ihn und viele andere Interbrigadisten die Internierung in französischen Lagern.
Im April 1941 kam Furch mit einem Transport in das Konzentrationslager Dachau. 1944 wurde Furch in das KZ Flossenbürg versetzt, wo er nach seinen Worten, die tiefste Stufe seiner menschlichen Existenz erlebte. Auf dem Todesmarsch der Gefangenen nach Dachau im April 1945 setzte er sich von seiner Kolonne ab und stellte sich am 1. Mai in Starnberg den auf München vorrückenden Amerikanern.
1949 Heirat mit Friederike (Fritzi) Jaroslavsky. Fritzi war 1940 fünfzehnjährig gemeinsam mit ihrem Vater, dem kommunistischen Widerstandskämpfer Eduard Jaroslavsky, von der Gestapo in Wien verhaftet worden. Nach zwanzig Monaten Haft wurde sie in das KZ Ravensbrück verbracht. Eduard Jaroslavsky wurde 1941 in Berlin-Plötzensee ermordet, sie selbst blieb bis 1945 inhaftiert. Bruno Furch lebte den Großteil seines Lebens und bis zu seinem Ableben an der Seite seiner Gattin und Gefährtin in Wien-Hietzing.

## Politischer Journalist
Nach dem Krieg, ins befreite Österreich zurückgekehrt, arbeitete Bruno Furch als Journalist in der Redaktion der Volksstimme. Bruno Furch wirkte in der Parteikrise in den Jahren 1968 bis 1970 gemeinsam mit Ernst Wimmer und anderen als Redakteur am Parteiorgan Neue Politik mit. 1970 wurde er ins ZK der KPÖ gewählt und stellvertretender Chefredakteur der Volksstimme.
Furch durfte viele namhafte Personen der internationalen Kommunistischen- und Arbeiterbewegung zu seinem politischen Freundeskreis zählen. Luis Corvalan, Álvaro Cunhal, Fritz Jensen, Viktor Matejka, Eva Priester, Fritz Glaubauf, Hedy Urach, Bruno Dubber, Leopold Hornik und Curt Ponger. Furch beherrschte mehrere Sprachen. Unter anderem Spanisch und Portugiesisch. Furch war nach dem Putsch im Jahre 1973 in der österreichischen Chile-Solidaritätsfront in der Funktion des stellvertretenden Vorsitzenden engagiert.
1976, in seiner Pension, übernahm Furch als Nachfolger des einstigen Chefredakteurs der Volksstimme Erwin Zucker-Schilling die Vertretung der KPÖ im Redaktionsrat der internationalen Zeitschrift Probleme des Friedens und des Sozialismus. Diese „Zeitschrift der Kommunistischen und Arbeiterparteien für Theorie und Information“ wurde in Prag herausgegeben. Ebenso übernahm er die Redaktion des deutschsprachigen IB-Informationsbulletins der kommunistischen und Arbeiterparteien, das vom Globus Verlag in Wien in den Jahren 1958 bis 1989 verlegt wurde.
Sein bekanntestes Buch behandelt den Niedergang der KPÖ nach dem Zusammenbruch der Länder des Realsozialismus und ist 1995 unter dem Titel, Das schwache Immunsystem erschienen.

## Abschied
Am 11. Jänner 2000 verstarb Bruno Furch im 87. Lebensjahr in Wien im Kreis seiner Familie. Bruno Furch wurde entsprechend einer Tradition der Wiener Kommunisten feuerbestattet. Seine Urne wurde am Friedhof Mauer (Gruppe 46A, Nummer 188A) bestattet.

## Werke
- Allen Gewalten zum Trotz 35 Erzählungen über Genossen, Kameraden und Freunde aus acht Jahrzehnten. Eigenverlag, Wien 1993 ISBN 3-9500295-0-8
- Das schwache Immunsystem. Historisch-kritischer Essay über den Niedergang der Kommunistischen Partei Österreichs und seine politischen Hauptursachen. Eigenverlag, Wien 1995 ISBN 3-9500295-1-6